# مقاطعة حودر
مقاطعة حودر (بالصومالية: magaalada xudur)‏ هي مقاطعة في إقليم بكول، مركزها مدينة حودر.